# Jan Alchemik
Jan Alchemik, niem. Johann der Alchimist (ur. 1406, zm. 16 listopada 1464) – regent marchii brandenburskiej od 1426 do 1437 r., margrabia Kulmbach od 1437 do 1457 r. z dynastii Hohenzollernów.

## Życiorys
Był najstarszym synem Fryderyka I, pierwszego elektora brandenburskiego z rodu Hohenzollernów, i Elżbiety, córki księcia bawarskiego na Landshut Fryderyka. Już od 1424 r., wobec dużej ilości zajęć ojca związanych z niemiecką polityką, Jan musiał go zastępować w rządach w Brandenburgii, a w 1426 r. otrzymał oficjalnie status regenta. Już w tym samym roku zażegnał poważne niebezpieczeństwo ze strony książąt zachodniopomorskich i meklemburskich, odzyskując Prenzlau, a następnie zawierając pokój. Zmagał się także z buntami mieszczan oraz walczył z husytami. W 1435 r. razem z bratem Albrechtem udał się do Jerozolimy. W 1437 r. został zmuszony przez ojca do rezygnacji z uprawnień, jakie dawała mu primogenitura – ojciec uznał, iż nie nadaje się do rządów. W zamian za to otrzymał ziemie w górnej Frankonii. Rządził tym krajem w pokoju, aż w 1457 r. ustąpił na rzecz swego brata Albrechta.

## Rodzina
Jan już w 1412 r. poślubiony został  Barbarze saskiej (1405–1465), córce księcia saskiego Rudolfa III (cesarz obiecał, iż po spodziewanym wymarciu dynastii askańskiej małżeństwo to da Hohenzollernom tytuł elektorski; gdy jednak to nastąpiło cesarz nie dotrzymał obietnicy wynagradzając ojca Jana odszkodowaniem pieniężnym). Z małżeństwa tego pochodziły trzy córki:
- Barbara (ur. 1423), żona margrabiego Mantui Ludwika III Gonzagi,
- Elżbieta (ur. 1425), żona książąt zachodniopomorskich: Joachima, a następnie Warcisława X,
- Dorota (ur. 1422/1430), żona królów duńskich: Krzysztofa Bawarskiego, a następnie Chrystiana I Oldenburga.

Jedyny syn, Rudolf, urodzony w 1424 r., zmarł w niemowlęctwie. Jan posiadał także dzieci nieślubne.

## Bibliografia

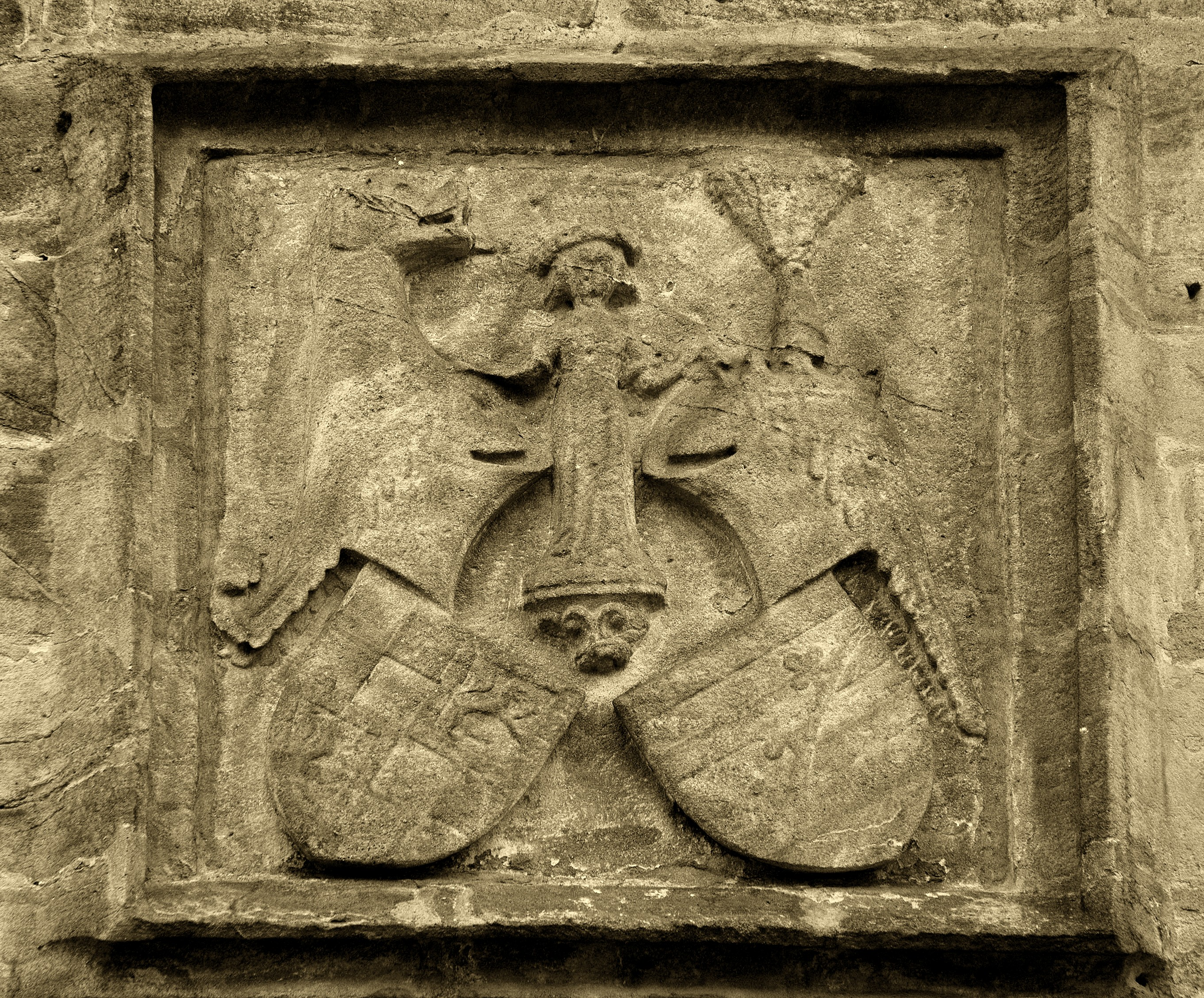
Herby Jana i Barbary (Zamek Cadolzburg)